# Riu Malo
El riu Malo, en aranès arriu Malo, és un corrent fluvial de l'Alt Pirineu, que neix a la Vall d'Aran, afluent de capçalera de la Garona. Discorre des del Circ de Baciver, dins el municipi d'Alt Àneu (Pallars Sobirà), al riu Ruda.
Rep les aigües de l'estany del Rosari i de l'estany de Baix de Baciver.
A l'altura de 1.435 metres, al nucli de Vaquèira, un assut deriva part del cabal cap a l'embassament d'Aiguamòg, per a la central d'Arties.